# 기타데 나오히로
기타데 나오히로(일본어: 北出 尚大, 1973년 5월 14일 ~ )는 일본의 전 축구 선수이다.

## 구단 경력
1992년 재팬 풋볼 리그의 얀마 디젤(세레소 오사카)에 입단했다. 1994년 재팬 풋볼 리그 우승으로 J1리그로 승격했다. 1997년후 현역 은퇴.